# Остерија Гранде (Болоња)
Остерија Гранде (итал. Osteria Grande) је насеље у Италији у округу Болоња, региону Емилија-Ромања.
Према процени из 2011. у насељу је живело 4103 становника. Насеље се налази на надморској висини од 70 м.